# Ceratitis capitata
Ceratitis capitata är en tvåvingeart som först beskrevs av Christian Rudolph Wilhelm Wiedemann 1824.  Ceratitis capitata ingår i släktet Ceratitis och familjen borrflugor. Arten är reproducerande i Sverige. Inga underarter finns listade i Catalogue of Life.

## Bildgalleri

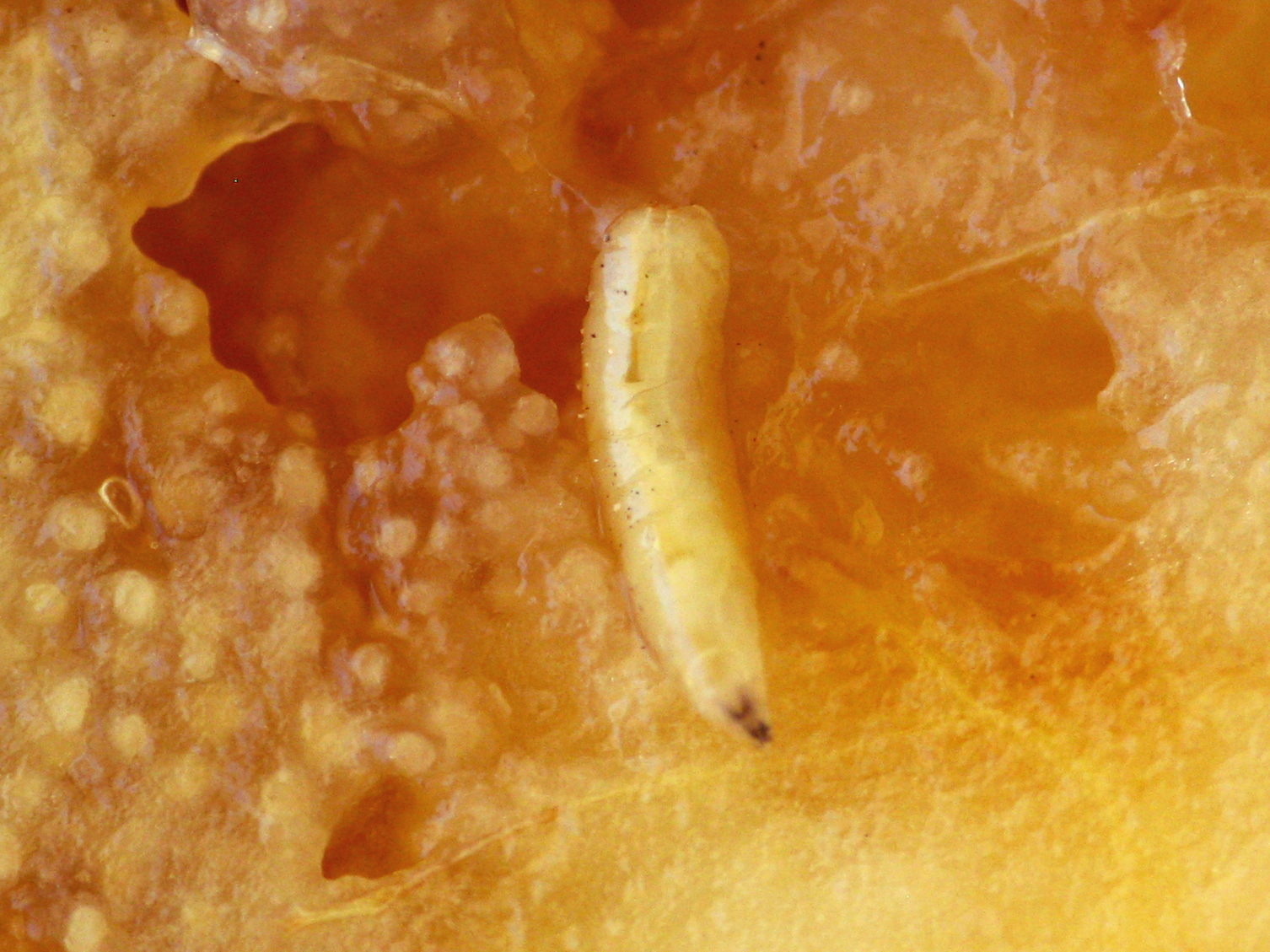
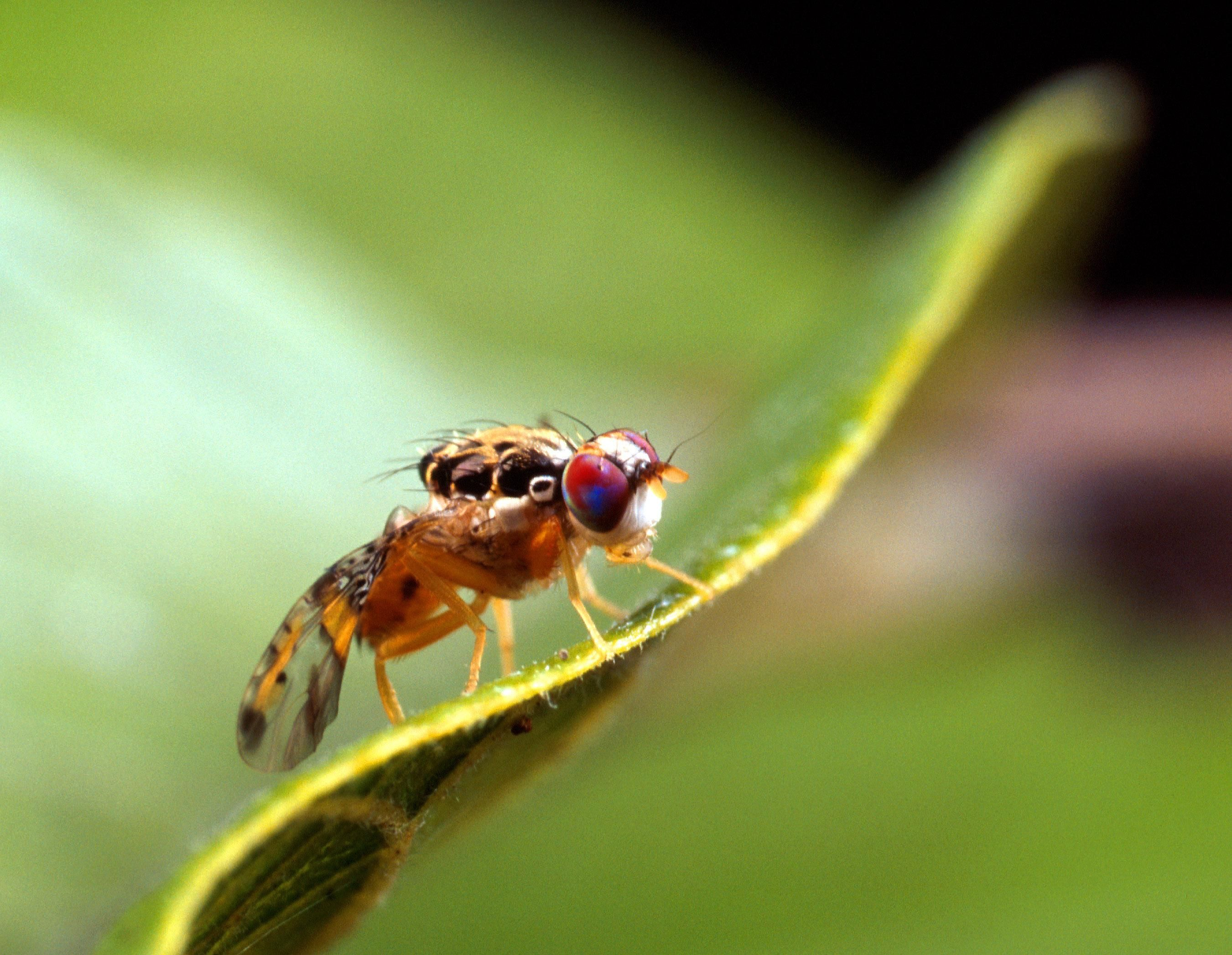
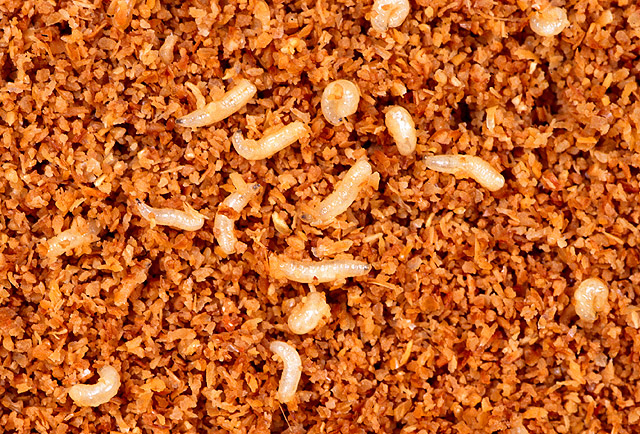
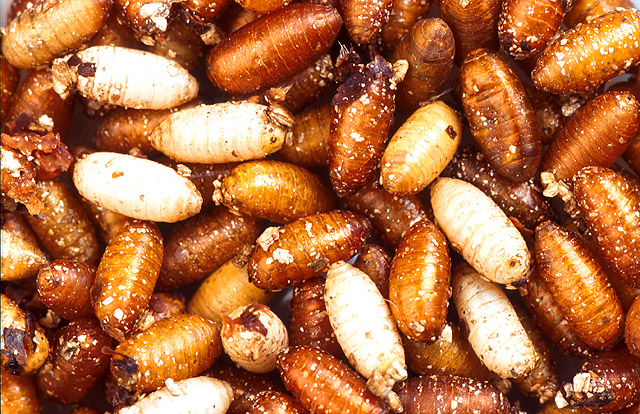
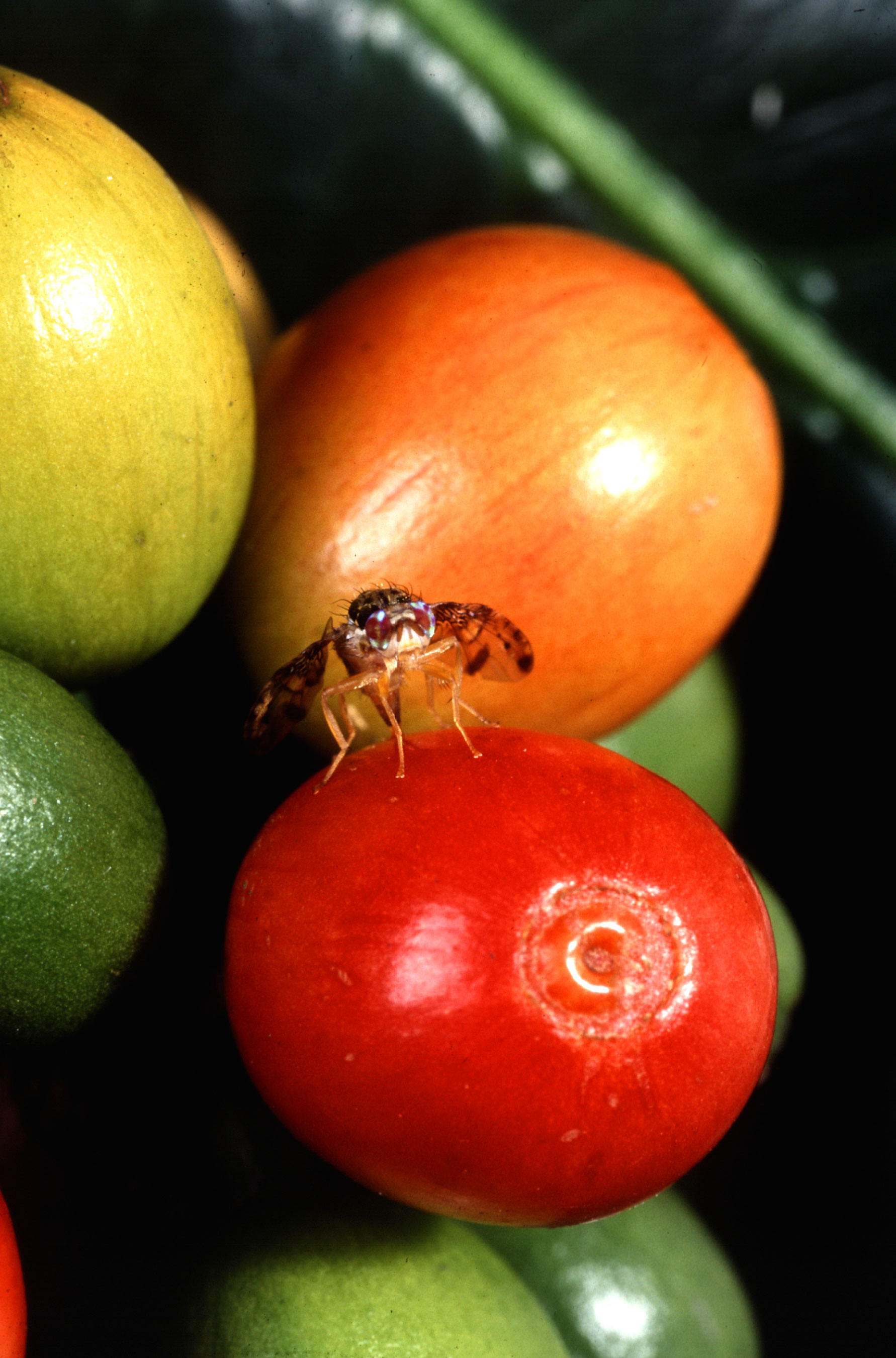